# Zalog pri Cerkljah
Zalog pri Cerkljah – wieś w Słowenii, w gminie Cerklje na Gorenjskem. W 2018 roku liczyła 528 mieszkańców.